# Christine (1958)
Christine ist ein französisch-italienisches Melodram von Regisseur Pierre Gaspard-Huit aus dem Jahre 1958. Im Mittelpunkt der Handlung, basierend auf Arthur Schnitzlers Schauspiel Liebelei (1895), steht ein junges Liebespaar, dessen gemeinsames Glück auf tragische Weise endet. In den Hauptrollen sind Romy Schneider und Alain Delon zu sehen.

## Handlung
Wien, 1906: Der Dragonerleutnant Fritz Lobheimer hat eine Affäre mit der verheirateten Baronin Eggersdorf. Während der Baronin viel an der Liaison mit dem jungen Leutnant liegt, möchte Lobheimer sie insgeheim beenden, weiß aber noch nicht recht, wie er es angehen soll.
In dieser Situation begegnet er in einem Grinzinger Heurigen-Lokal der Musikertochter Christine Weiring. Zwischen beiden entwickelt sich bald eine tiefe Liebesbeziehung, und Lobheimer will seine Affäre mit der Baronin nun endgültig beenden. Mittlerweile hat jedoch Baron Eggersdorf von der Untreue seiner Gemahlin erfahren und fordert den jungen Leutnant zum Schusswaffenduell heraus. Bereits der erste Schuss verwundet Fritz tödlich. Als Christine vom Tod ihres Liebsten erfährt, nimmt sie sich in ihrer Verzweiflung das Leben.

## Entstehungshintergrund
Der Film ist die vierte Verfilmung des Theaterstücks Liebelei von Arthur Schnitzler. 26 Jahre zuvor hatte bereits Romy Schneiders Mutter Magda die Rolle der Christine in Max Ophüls’ Film Liebelei (1933) gespielt. Die erste Verfilmung stammt aus dem Jahr 1914 vom dänischen Regisseur Holger-Madsen. Gaspard-Huits Verfilmung des Stoffes war die erste in Farbe.
Die Dreharbeiten fanden in den Filmstudios von Boulogne-Billancourt in der Nähe von Paris statt. Die Filmmusik komponierte Georges Auric. Die Oper, die Fritz und Christine besuchen, ist Mozarts Don Giovanni.
Christine war Romy Schneiders erster Film, der auf Französisch gedreht wurde. Da sie die Sprache zu diesem Zeitpunkt noch nicht ausreichend beherrschte, wurde sie von Gilberte Aubry synchronisiert. Aubry hatte Schneider bereits in etlichen französischen Synchronfassungen ihrer deutschen und österreichischen Filme wie Sissi, Monpti oder Mädchenjahre einer Königin gesprochen. Jean-Claude Brialy erinnerte sich später in einem Interview: „Zu Beginn hatte sie einen dicken Akzent. Vor allem am Anfang der Dreharbeiten. Wir zogen sie damit auf. Da hat sie einmal vor Wut ihre Sachen zu Boden geschmissen.“
In der deutschen Version synchronisierte Romy Schneider sich selbst. Alain Delon wird von Dietmar Schönherr gesprochen.
Romy Schneider und Alain Delon lernten sich während der Dreharbeiten kennen und wurden im Anschluss auch privat ein Paar.
Die Weltpremiere fand am 19. Dezember 1958 im Gloria-Palast Stuttgart statt. Die französische Erstaufführung folgte am 24. Dezember 1958 in Paris.

## Kritik
Oliver Armknecht vom Filmportal film-rezensionen.de schreibt zu dem Film, „Christine“ vereine mit Romy Schneider und Alain Delon zwei Superstars des europäischen Kinos.  Ihr schauspielerisches Talent werde jedoch nicht gefordert. „Die Adaption von Arthur Schnitzler ist nicht mehr als ein hübsch anzusehendes Rührstück mit Hang zum Kitsch“.
„Liebelei, die gefühls- und sozialkritische Geschichte des Scheiterns einer jungen Liebe im kaiserlichen Wien um 1905, ist in dieser Produktion nur noch schemenhafter Hintergrund für zwei junge Schauspieler, die einem Rührstück Glanz verleihen sollen. Eine gediegene, aber veraltete Inszenierung“ ist das Fazit der Filmkritik im Lexikon des internationalen Films